# Qualcomm Atheros
Qualcomm Atheros es un desarrollador de semiconductores para redes y comunicaciones, particularmente Chipsets inalámbricos. Fundada bajo el nombre de Atheros en 1998 por expertos en Procesamiento de señales de la Universidad Stanford, la Universidad de California en Berkeley y la industria privada. La compañía salió a bolsa en 2004. El actual presidente es Craig H. Barratt.
El 5 de enero de 2011, fue anunciado que Qualcomm había llegado a un acuerdo para la toma de posesión de la compañía por una valoración de la empresa de 3,1 billones de dólares. Cuando la adquisición se completó el 24 de mayo de 2011, Atheros se convirtió en una subsidiaria de Qualcomm operando bajo el nombre de Qualcomm Atheros.
Los chipsets Atheros para IEEE 802.11, estándar de las redes inalámbricas, son usados por unos 30 fabricantes de dispositivos inalámbricos diferentes incluyendo Netgear, TP-Link, D-Link y TRENDnet.

## Historia
Atheros fue cofundada en 1998 por Dr. Teresa Meng, Profesora de Ingeniería en la Universidad Stanford y destacada experta en Procesamiento digital de señales y tecnología de radiofrecuencia, y Dr. John Hennessy, más tarde provost y ahora presidente de la Universidad de Standford. El año siguiente, Atheros nombró a Rich Refelfs como presidente y CEO. En 2000, Atheros demostró en público su chipset inaugural, El primer WLAN del mundo implementado con tecnología CMOS y la primera solución de "Alta velocidad" 802.11a 5 GHz de la industria.
En 2002, lanzó la primera solución inalámbrica de banda dual, El chipset AR5001X 802.11a/b.
En 2003, nombró al Dr. Craig Barratt presidente y CEO de la compañía. Este año la compañía vendió su 10 millonésimo chip inalámbrico.

## Oferta pública de venta
En 2004, completo su Oferta pública de venta en el NASDAQ y dio a conocer una serie de productos, incluyendo el primer chipset de vídeo para conectividad inalámbrica convencional HDTV de calidad.
En 2005, introdujo el primer MIMO-enabled WLAN chip, así como la familia de ROCm de alto rendimiento, y soluciones de baja potencia WLAN para dispositivos móviles y electrónicos de consumo portátiles.
En 2006, lanzó su solución XSPAN,
que contó con una solución de un solo chip de triple radio 802.11n. En este mismo año, comenzaron a colaborar con Qualcomm en una solución 3G/Wi-Fi de CDMA y WCDMA para teléfonos habilitados.
En 2008, lanzó "the Align™", soluciones 1-stream 802.11n para PCs y equipos de redes.
En 2010, vendió sus 500 millonésimos chipsets WLAN y 100 millonésimos chipsets Align 1-stream. Lanzaron el primer HomePlug chipset AV con una velocidad de 500 Mbps PHY.

## Adquisición por Qualcomm
En enero de 2011, Qualcomm llegó a un acuerdo definitivo para la adquisición de Atheros a $ 45 por acción en un acuerdo de fusión en efectivo.. Este acuerdo estaba sujeto a aprobación de los accionistas y otras aprobaciones regulatorias. En mayo de 2011, Qualcomm completo la adquisición de Atheros Communications por un total de 3,1 billones de dólares. Atheros es ahora una subsidiaria de Qualcomm bajo el nombre Qualcomm Atheros. Bajo Qualcomm Atheros, la división dio a conocer el chip WCN3660 Combo Chip integrado de doble banda Wi-Fi, Bluetooth y FM en el procesador Qualcomm Snapdragon para Móviles. Qualcomm Atheros puso en marcha el cambio de los medios de aplicación Skifta para Android y lanzado la primera solución HomePlug verde PHY al final del final del año.
Qualcomm Atheros empezó a anunciar en 2012 la primera generación de soluciones para Wi-fi Display enabled en el CES 2012,[13] junto con un nuevo chip para HomePlug AV Powerline. En el Mobile World Congress 2012, Qualcomm Atheros demuestra un conjunto de productos habilitados para 802.11ac.[14] se incluía el WCN3680, primer chip combo 802.11ac móvil de la industria de la focalización teléfonos inteligentes y tabletas. En junio de 2012 en la feria Computex, Qualcomm Atheros añadió varias nuevas soluciones 802.11ac a su cartera.
Qualcomm Atheros comenzó 2012 con el anuncio de la primera generación de Wi-Fi Display habilitados soluciones en CES de 2012,, junto con un nuevo chip para HomePlug AV powerline. En Mobile World Congress de 2012, Qualcomm Atheros demuestra un conjunto de productos 802.11ac habilitados. Esto incluyó la WCN3680, primer chip combo 802.11ac móvil de la industria dirigido teléfonos inteligentes y tabletas. En junio de 2012 a Computex, Qualcomm Atheros añadido varias nuevas soluciones 802.11ac a su 802.11ac a su cartera]

## Productos[16]
WLAN - Qualcomm Atheros ofrece una variedad de soluciones de conectividad inalámbrica, incluyendo su Align 1-stream fichas 802.11n, y la XSPAN 2-stream con SST2 y 3-stream con sst3 chips para 802.11n. El Align 1 también es compatible con WLAN para móviles con hasta 150Mbps PHY tarifas para teléfonos inteligentes y aparatos electrónicos portátiles. Qualcomm Atheros también ofrece diseños heredados WLAN para 802.11a / g.
Power line communication (PLC) - Qualcomm Atheros es un miembro de la HomePlug Powerline Alliance. Su marca AMP de fichas powerline apoyar la 1901 estándar IEEE powerline mundial que apoya los juegos multimedia y en tiempo real de alta definición a una velocidad de 500Mbps PHY. Chips de baja potencia, como los construidos por HomePlug verde PHY, se dirigen hacia la red inteligente y las aplicaciones de domótica.
Ethernet - Qualcomm Atheros ofrece la línea ETHOS de soluciones de Ethernet, así como la línea de borde de baja energía, que apoya el estándar eficiente 802.3az-2010 Energy IEEE.
Hybrid Networking – Tecnología de red híbrida Qualcomm Atheros, Hy-Fi ™, integra WLAN, PLC, y las tecnologías de Ethernet. La tecnología, que cumple con el estándar IEEE 1905.1 para redes domésticas híbrido, es capaz de detectar la tray
Location Technology - En 2012, Qualcomm Atheros anunció su tecnología de localización Izat. La tecnología utiliza múltiples fuentes, tales como satélites y redes WLAN, para determinar la ubicación del usuario.
Bluetooth – Qualcomm Atheros ofrece chips Bluetooth para una variedad de plataformas. La compañía también ofrece un combo integrado WLAN y chips Bluetooth.
PON – Qualcomm Atheros proporciona la tecnología de acceso de banda ancha en forma de tecnologías de redes ópticas pasivas (PON). Soluciones de gateway de extremo a extremo incorporan estándares como IEEE 802.3ah, múltiples canales, basado en software, procesamiento de señal digital para los estándares G.711 y G.729 de la UIT para VoIP y TR-156 Broadband Forum estándar PON.

## Adquisiciones
ZyDAS Tecnología - Una compañía de USB Wireless Lan con sede en Hsinchu, Taiwán, adquirida en 2006
Tecnología Attansic - Un fabricante de chips Fast Ethernet y Gigabit con sede en Taiwán, adquirido a principios de 2007
u-Nav Microelectronics - Un fabricante de chips GPS con sede en Irvine, CA, adquirido en 2007
Intellon Corporación - una empresa pública con soluciones de comunicaciones de línea eléctrica (PLC) para redes domésticas, entretenimiento en red, acceso de banda ancha sobre línea eléctrica, (BPL), Ethernet sobre coaxial (EdC), y las aplicaciones inteligentes de gestión de red. Fueron adquiridos a finales de 2009.
Opulan Technology Corp -. EPON desarrollador de tecnología de banda ancha de acceso en Shanghái, China, adquirió en agosto de 2010.
Bigfoot Networks -. Una, empresa de Austin con sede en Texas, conocida por sus productos de redes orientadas hacia los mercados de juego, adquirido en septiembre de 2011
Ubicom - una empresa conocida por su procesador y software diseñado para optimizar los datos de red, adquirido en febrero de 2012.
Designart - pequeña compañía de chips de células que combinados varias tecnologías de radio en un solo chip, que se utiliza para proporcionar backhaul inalámbrico a las estaciones base más pequeñas. Adquirido en agosto de 2012.

## Software Libre
En el Movimiento del software libre, Atheros había sido conocido por no liberar la documentación apropiada que permita a Software libre a los desarrolladores escribir drivers de código abierto para soportar dispositivos inalámbricos Atheros sin recurrir a la ingeniería inversa. En consecuencia, OSS apoyo para el hardware Atheros fue bastante limitado. Sin embargo, hubo algunos controladores de código abierto escrita completamente gratis a través de técnicas de ingeniería inversa. Por ejemplo, Reyk Floeter del OpenBSD proyecto de ingeniería inversa de la [[capa de abstracción de Hardware | HAL]]-módulo del controlador ath encuentra en FreeBSD y proporcionó un conductor completamente gratuitas para los dispositivos de Atheros. Además, Nick Kossifidis del madwifi proyecto basado en la obra de Floeter comenzó rama madwifi-old-openhal en febrero de 2006 con el fin de crear un controlador libre para Linux. Kossifidis realiza una cierta otra ingeniería inversa para añadir soporte para la mayoría de los chips ar5k e hizo varias mejoras en el código. Su código llegó a ath5k, un controlador para los chips Atheros, que ahora se incluye en el Núcleo Linux.
Atheros menudo ha aparecido en temas musicales de OpenBSD que se relacionan con los esfuerzos en curso de la liberación de los dispositivos que no son libres.
En julio de 2008 Atheros decidieron cambiar la política y contrataron dos principales desarrolladores de Linux inalámbricos, Jouni Malinen (de HostAP fama) y Luis Rodríguez, y lanzaron un controlador Linux de código abierto para su 802.11n Atheros presenta controlador libre de Linux para sus dispositivos 802.11n] </ref> Atheros también dio a conocer una fuente de su binario HAL en licencia ISC para ayudar a la comunidad de añadir soporte para los chips de abg. Atheros ha contribuido activamente al conductor ath9k en Linux, con soporte para los chipsets 802.11n actuales Atheros también ha estado proporcionando documentación y asistencia a la comunidad FreeBSD para habilitar el soporte actualizado para chipsets 802.11n en FreeBSD 9.0 y FreeBSD-HEAD.